# 8.º Parlamento de Malasia
La octava legislatura del Parlamento de Malasia comenzó el 3 de diciembre de 1990 cuando, tras realizarse elecciones federales, se constituyó el Dewan Rakyat (Cámara de Representantes), contando con 180 miembros. Sostuvo al cuarto gobierno de Mahathir Mohamad, gobernante desde 1981. Al igual que todas las legislaturas de Malasia entre 1974 y 2008, mantuvo una mayoría de dos tercios de la coalición Barisan Nasional (Frente Nacional), aunque fue la más débil de todas ellas, de solo el 70%. En las elecciones, la alianza había sufrido una debacle y solo recibió el 53.38% de los votos.
Esta legislatura fue además la primera en la cual la oposición decidió recurrir a pactos entre sí para aumentar su viabilidad, formándose dos coaliciones opositoras que formaron bloques parlamentarios conjuntos: el Angkatan Perpaduan Ummah (Movimiento de Unidad Musulmana o APU) y la alianza Gagasan Rakyat (Concepto Popular o GR). Esto provocó que ambas coaliciones estuvieran a tan solo 8 escaños de arrebatar al oficialismo la mayoría de dos tercios. Además, el APU logró todos los escaños de representación federal en Kelantan, primera vez que una alianza distinta al BN lograba este fenómeno en cualquier estado.
La legislatura se disolvió anticipadamente el 6 de abril de 1995, al convocarse a nuevas elecciones.

## Composición
| Estado          | BN      | GR     | APU    | Independientes |
| --------------- | ------- | ------ | ------ | -------------- |
| Perlis          | 2/2     | 0/2    | 0/2    | 0/2            |
| Kedah           | 14/14   | 0/14   | 0/14   | 0/14           |
| Kelantan        | 0/13    | 0/13   | 13/13  | 0/13           |
| Terengganu      | 6/8     | 0/8    | 2/8    | 0/8            |
| Penang          | 5/11    | 6/11   | 0/11   | 0/11           |
| Perak           | 19/23   | 4/23   | 0/23   | 0/23           |
| Pahang          | 10/10   | 0/10   | 0/10   | 0/10           |
| Selangor        | 11/14   | 3/14   | 0/14   | 0/14           |
| Kuala Lumpur    | 3/7     | 4/7    | 0/7    | 0/7            |
| Negeri Sembilan | 7/7     | 0/7    | 0/7    | 0/7            |
| Malacca         | 4/5     | 1/5    | 0/5    | 0/5            |
| Johor           | 18/18   | 0/18   | 0/18   | 0/18           |
| Labuán          | 1/1     | 0/1    | 0/1    | 0/1            |
| Sabah           | 6/20    | 14/20  | 0/20   | 0/20           |
| Sarawak         | 21/27   | 2/27   | 0/27   | 4/27           |
| Total           | 127/180 | 34/180 | 15/180 | 4/180          |